# Wolfova ulica
Wolfova ulica (deutsch: Wolfgasse) ist der Name einer Fußgängerstraße in der Altstadt von Ljubljana der Hauptstadt Sloweniens. Benannt ist sie nach dem Laibacher Bischof Anton Alois Wolf (1782 bis 1859).

## Geschichte

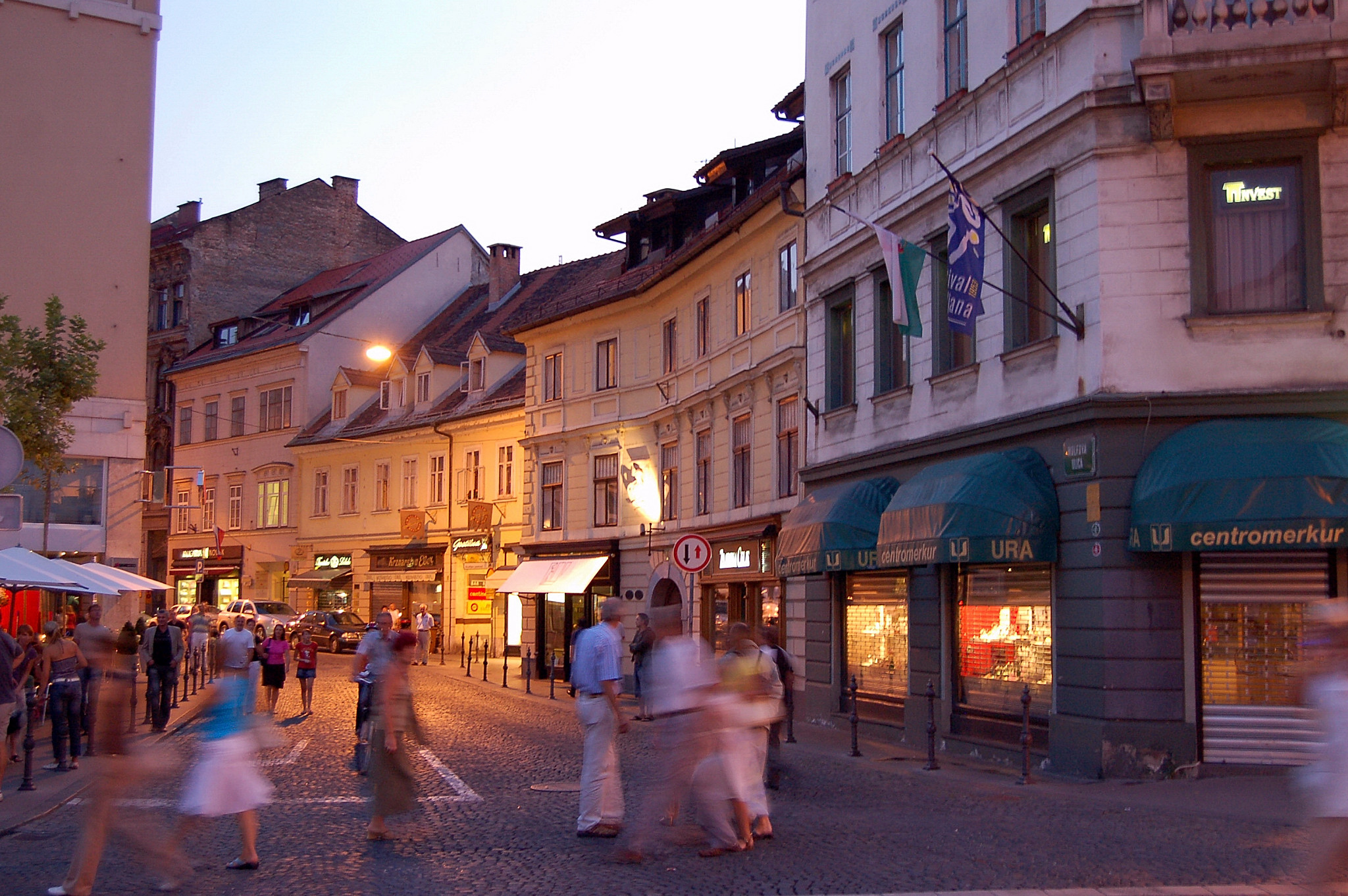
Wolfova ulica in Richtung Kongressplatz

Die Straße hieß bis 1892 Theatergasse (Gledališka ulica). Da das dort befindliche Theater abbrannte, wurde sie auf Anregung von Bürgermeister Ivan Hribar nach Bischof Anton Alois Wolf benannt.
Bis 2007 war die Straße für Kraftfahrzeuge geöffnet.

## Lage
Die Straße beginnt in der Altstadt von Ljubljana am Prešerenplatz und endet nach etwa 200 Metern am Kongressplatz.

## Abzweigende Straßen
Von der Wolfgasse zweigt die Knafljev prehod (Knaffelpassage) ab.

## Bauwerke
- Haus Wolfova ulica 4: Julija-Primic-Skulptur

### Julija-Primic-Skulptur
Im Jahr 1990 wurde an der Fassade des Hauses Wolfgasse 4 eine Skulptur von Julija Primic (1816 bis 1864) der Muse von France Prešeren angebracht, geschaffen vom slowenischen Künstler Tone Demšar. Das Denkmal zeigt eine aus dem Fenster lehnende Frau, die Richtung Prešerenplatz schaut.